# Rosalie Crutchley
Rosalie Sylvia Crutchley, född 4 januari 1920 i London, död 28 juli 1997 i samma stad, var en brittisk skådespelerska.

## Utmärkelser
Crutchley vann British Academy Television Award for Best Actress 1956.

## Roller i urval
- 1949 – Vi bygga i Babylon
- 1951 – Quo Vadis
- 1956 – Fången i San Jorge
- 1958 – I giljotinens skugga
- 1959 – Den blinda gudinnan
- 1959 – Nunnan
- 1960 – Söner och älskare
- 1961 – Bobby Trofast
- 1962 – Det fördolda
- 1970 – Svindlande höjder
- 1970 – Henrik VIII:s sex hustrur (TV-serie)
- 1971 – Elizabeth R (TV-serie)
- 1972 – Au Pair Girls
- 1973 – Den avhuggna handen
- 1976 – Mohammed - härföraren
- 1977 – Hard Times (TV-serie)
- 1982 – Vinnare och förlorare (TV-serie)
- 1982 – Ringaren i Notre Dame
- 1983 – Satans borg
- 1986 – Miss Marple (TV-serie)
- 1988 – En annan värld (TV-serie)
- 1990 – Dåren
- 1991 – Monsignor Quixote (TV-film)
- 1993 – Poirot (TV-serie)
- 1994 – Fyra bröllop och en begravning
- 1997 – Morden i Midsomer (TV-serie)